# Into the New World (album)
Girls' Generation the 1st Asia Tour: Into the New World là album trực tiếp đầu tiên của nhóm nhạc nữ Hàn Quốc Girls' Generation, được thu âm trong chuyến lưu diễn Into the New World.

## Lịch sử
Ngày 17 tháng 12 năm 2010, Girls' Generation được công bố là sẽ phát hành album trực tiếp đầu tiên của mình. Into the New World được thu âm từ ngày 19 tháng 12 năm 2009 tại Olympic Fencing Gymnasium trong chuyến lưu diễn châu Á đầu tiên của nhóm. Album bao gồm 38 bài hát nằm trong 2 CD, cũng như 2 bonus track; phiên bản phòng thu của "Singin' in the Rain" và "Beautiful Girls".

## Danh sách bài hát

### CD 1
| STT | Nhan đề                                                             | Thời lượng |
| --- | ------------------------------------------------------------------- | ---------- |
| 1.  | "Nine Angels"                                                       | 4:38       |
| 2.  | "Tell Me Your Wish (bản phối Rock Tronic)"                          | 4:37       |
| 3.  | "Show! Show! Show!"                                                 | 3:34       |
| 4.  | "Girls’ Generation"                                                 | 3:50       |
| 5.  | "Beginning"                                                         | 3:03       |
| 6.  | "It’s Fantastic"                                                    | 3:31       |
| 7.  | "Etude"                                                             | 3:13       |
| 8.  | "Ooh La-La!"                                                        | 3:54       |
| 9.  | "Kissing You"                                                       | 3:19       |
| 10. | "One Year Later (Jessica & Onew)"                                   | 4:01       |
| 11. | "Introduce Me to a Good Person (Yoona cùng với Eunhyuk & Shindong)" | 2:56       |
| 12. | "Sunny (Sunny)"                                                     | 3:10       |
| 13. | "Umbrella (Tiffany)"                                                | 3:22       |
| 14. | "Hush Hush; Hush Hush (Taeyeon)"                                    | 3:37       |
| 15. | "Chocolate Love"                                                    | 3:14       |
| 16. | "Honey"                                                             | 3:15       |
| 17. | "Dear Mom"                                                          | 4:05       |
| 18. | "Forever"                                                           | 4:40       |

### CD 2
| STT | Nhan đề                                                                            | Thời lượng |
| --- | ---------------------------------------------------------------------------------- | ---------- |
| 1.  | "Day By Day"                                                                       | 4:01       |
| 2.  | "My Child"                                                                         | 3:36       |
| 3.  | "Barbie Girl (Jessica cùng với Key)"                                               | 3:13       |
| 4.  | "Santa Baby (Sooyoung)"                                                            | 3:50       |
| 5.  | "Maurice Ravel' Miroirs 4th movement "Alborada del Gracioso" (Seohyun piano solo)" | 0:43       |
| 6.  | "Sixteen Going On Seventeen (Seohyun)"                                             | 1:53       |
| 7.  | "Over The Rainbow"                                                                 | 3:10       |
| 8.  | "1, 2 Step (Yuri cùng với Amber)"                                                  | 2:40       |
| 9.  | "Into The New World"                                                               | 4:25       |
| 10. | "Be Happy"                                                                         | 3:31       |
| 11. | "Way To Go"                                                                        | 3:04       |
| 12. | "Gee"                                                                              | 3:20       |
| 13. | "Touch The Sky"                                                                    | 5:11       |
| 14. | "NaengMyeon*"                                                                      | 3:37       |
| 15. | "HaHaHa"                                                                           | 3:16       |
| 16. | "Complete"                                                                         | 3:56       |
| 17. | "Baby Baby"                                                                        | 3:11       |
| 18. | "Oh!"                                                                              | 3:07       |

### Bonus track
| STT | Nhan đề                                     | Thời lượng |
| --- | ------------------------------------------- | ---------- |
| 1.  | "Beautiful Girls (cùng với Yoo Young-jin)"  | 3:58       |
| 2.  | "Singin' in the Rain (phiên bản phòng thu)" | 2:46       |

## Bảng xếp hạng
| Bảng xếp hạng                  | Thứ hạng cao nhất |
| ------------------------------ | ----------------- |
| South Korea Gaon Chart         | 1                 |
| South Korea Gaon Chart monthly | 2                 |

## Doanh số
| Bảng xếp hạng       | Doanh số |
| ------------------- | -------- |
| Gaon physical sales | 100,000+ |

## Lịch sử phát hành
| Quốc gia    | Ngày phát hành                             | Hãng đĩa                  | Định dạng |
| ----------- | ------------------------------------------ | ------------------------- | --------- |
| Hàn Quốc    | 30 tháng 12 năm 2010                       | SM Entertainment          | CD        |
| Hồng Kông   | 31 tháng 1 năm 2011                        | Universal Music Hong Kong | CD        |
| Đài Loan    | 3 tháng 4 năm 2011                         | Universal Music Taiwan    | CD        |
| Philippines | 9 tháng 4 năm 2011 (phát hành đặc biệt)    | MCA Music                 | CD        |
| Philippines | 16 tháng 4 năm 2011 (phát hành chính thức) | MCA Music                 | CD        |